# باغ سیب
باغ سیب (ارمنی: Խնձորի այգին) یک فیلم است محصول سال ۱۹۸۵، به کارگردانی گریگور ملیک-آواگیان

## بازیگران
- سوس سارگسیان
- آلا تومانیان
- آزات شرانتس
- گالیا نوونتس
- سوفیک سارگسیان
- آلکساندر خاچاتریان
- ولادیمیر مسریان
- هایکانوش یرمیان
- ادوارد ینگیباریان[ت]
- ایشخان قاریبیان
- نیکلای گئورگیان
- کارن جانگیروف
- ویاچسلاو شامیریان
- ماریانا خاچاطریان[ث]
- گئورگ و گور ستراکیان[ج]

## یادداشت
1. ↑  Ռ. Հովսեփյան
2. ↑  Ջ. Տեր-Թադևոսյան
3. ↑  Գ. Ավագյան
4. ↑  Էդվարդ Ենգիբարյան
5. ↑  Մարիաննա Խաչատրյան
6. ↑  Գևորգ և Գոռ Սեդրակյաններ